# Девід Остлунд
Девід Остлунд (англ. David Ostlund, нар. 7 травня 1981, Едіна, штат Міннесота, США) — американський стронгмен. Народився в місті Едіна, де й відвідував середню школу. Був членом команди легкоатлетів та змагався у штовханні ядра. Це стало передмовою до початку його занять з великою вагою.
Він розпочав тренуватися з важким камінням та шинами. У травні 2001 року в місті Лак-дю-Фламбо він отримав свою першу перемогу в кар'єрі стронгмена. Відвідував Університет Сент-Томас в місті Сент-Пол, штат Міннесота, продовжуючи займатися силовими вправами. У 2003-у закінчив університет і рік працював оцінювачем нерухомості. У 2004 році отримав картку професіонала. У жовтні 2005 року взяв собі за дружину Кейт Страхота, яку він зустрів в коледжі. 9 березня 2009 подружжя відсвяткувало народження сина — Вільяма Тора Остлунда.
Нині родина мешкає в місті Едіна.

## Скутки
- Вивага лежачи — 204 кґ
- Присідання з вагою — 349 кґ
- Мертве зведення — 376,5 кґ